# Kanton Buzancy
Kanton Buzancy (fr. Canton de Buzancy) byl francouzský kanton v departementu Ardensko v regionu Champagne-Ardenne. Tvořilo ho 18 obcí. Zrušen byl po reformě kantonů 2014.

## Obce kantonu
- Bar-lès-Buzancy
- Bayonville
- Belval-Bois-des-Dames
- La Berlière
- Briquenay
- Buzancy
- Fossé
- Harricourt
- Imécourt
- Landres-et-Saint-Georges
- Nouart
- Oches
- Saint-Pierremont
- Sommauthe
- Tailly
- Thénorgues
- Vaux-en-Dieulet
- Verpel